# Richard Dreier
Richard Heinrich Friedrich Dreier (* 11. September 1890 in Strücken; † 19. September 1940 in Bückeburg) war ein deutscher Politiker (NSDAP).

## Leben
Dreier war beruflich als Schuhmachermeister tätig und betrieb ein Schuhgeschäft mit angeschlossener Werkstatt in Bückeburg. Er war seit 1917 verheiratet.
Zum 1. Dezember 1928 trat er der NSDAP bei (Mitgliedsnummer 105.474). Bei der Landtagswahl im Mai 1931 wurde er als Abgeordneter in den Landtag des Freistaates Schaumburg-Lippe gewählt, dem er bis 1933 angehörte.